# Compteris brazzaiana
Compteris brazzaiana là một loài dương xỉ trong họ Dennstaedtiaceae. Loài này được Linden mô tả khoa học đầu tiên năm 1901.
Danh pháp khoa học của loài này chưa được làm sáng tỏ. 